# Leptanthura hendili
Leptanthura hendili är en kräftdjursart som beskrevs av Wolff 1956. Leptanthura hendili ingår i släktet Leptanthura och familjen Leptanthuridae. Inga underarter finns listade i Catalogue of Life.